# روثا قصيرة الأوراق
الروثا قصيرة الأوراق (باللاتينية: Salsola brevifolia) نوع نباتي يتبع جنس الروثا من الفصيلة القطيفية.

## الموئل والانتشار
موطنها المغرب العربي وإسبانيا والبرتغال.